# Arcos Club de Fútbol
El Arcos Club de Fútbol es un club de fútbol español con sede en Arcos de la Frontera, provincia de Cádiz, en la comunidad autónoma de Andalucía . Fundado en 1956, juega en Primera División Andaluza.

## Trayectoria
Fundado el 14 de abril de 1956.
- Tres ascensos consecutivos entre los años: 2003 al 2006.
- Temporada 2010-2011: Ascenso a Tercera División Grupo X.
- Temporada 2009-2010: Cuarta posición Primera Andaluza.
- Temporada 2008-2009: Tercera posición Primera Andaluza.
- Temporada 2007-2008: Descenso Primera Andaluza.
- Temporada 2006-2007: Octava posición Tercera División Grupo X.
- Temporada 2005-2006: Tercer clasificado Tercera División Grupo X.
- Temporada 2016-2017: Segunda clasificado en Tercera División Grupo X. (Disputando la promoción de ascenso a Segunda B.)
- Temporada 2017-2018: Tercera División Grupo X

## Estadio
El 23 de octubre de 2005 se inauguró el Estadio Antonio Gallardo, campo municipal con una capacidad de 6500 espectadores. Terreno de juego de césped natural. 